# Cecília Gáspár
Cecília Gáspár (Budapest, Hungría; 11 de septiembre de 1984 – 9 de septiembre de 2024) fue una futbolista húngara que jugó en la posición de defensa.

## Carrera

### Club
| Periodo   | Club              |
| --------- | ----------------- |
| 2002–2007 | 1. FC Femina      |
| 2007–2008 | FC Zbrojovka Brno |
| 2008–2009 | TSV Crailsheim    |
| 2009–2010 | SGS Essen         |
| 2010–2012 | ETSV Würzburg     |

### Selección nacional
Jugó para Hungría en 28 ocasiones de 2005 a 2011.

## Logros
- Női NBI (3): 2005–06, 2006–07, 2007–08